# Tina Turner/Diskografie
Diese Diskografie ist eine Übersicht über die musikalischen Werke der ehemals US-amerikanischen und zuletzt schweizerischen Sängerin Tina Turner. Den Quellenangaben zufolge hat sie bisher mehr als 100 Millionen Tonträger verkauft, damit zählt sie zu den Interpretinnen mit den meisten verkauften Tonträgern weltweit. Sie verkaufte alleine in Deutschland bisher über 6,7 Millionen Tonträger und ist damit eine der Interpretinnen mit den meisten verkauften Tonträgern in Deutschland. Ihre erfolgreichste Veröffentlichung ist das Album Private Dancer mit mehr als 20 Millionen verkauften Einheiten.

## Alben

### Studioalben
| Jahr | Titel Musiklabel                                       | Höchstplatzierung, Gesamtwochen, AuszeichnungChartplatzierungen (Jahr, Titel, Musiklabel, Platzierungen, Wochen, Auszeichnungen, Anmerkungen) | Höchstplatzierung, Gesamtwochen, AuszeichnungChartplatzierungen (Jahr, Titel, Musiklabel, Platzierungen, Wochen, Auszeichnungen, Anmerkungen) | Höchstplatzierung, Gesamtwochen, AuszeichnungChartplatzierungen (Jahr, Titel, Musiklabel, Platzierungen, Wochen, Auszeichnungen, Anmerkungen) | Höchstplatzierung, Gesamtwochen, AuszeichnungChartplatzierungen (Jahr, Titel, Musiklabel, Platzierungen, Wochen, Auszeichnungen, Anmerkungen) | Höchstplatzierung, Gesamtwochen, AuszeichnungChartplatzierungen (Jahr, Titel, Musiklabel, Platzierungen, Wochen, Auszeichnungen, Anmerkungen) | Anmerkungen                                                    |
| Jahr | Titel Musiklabel                                       | DE | AT | CH | UK | US | Anmerkungen                                                    |
| ---- | ------------------------------------------------------ | --- | --- | --- | --- | --- | -------------------------------------------------------------- |
| 1974 | Tina Turns the Country On! United Artists Records (UA) | — | — | — | — | — | Erstveröffentlichung: August 1974                              |
| 1975 | Acid Queen United Artists Records (UA)                 | — | — | — | — | US155 (5 Wo.)US | Erstveröffentlichung: August 1975                              |
| 1978 | Rough United Artists Records (UA)                      | — | — | — | — | — | Erstveröffentlichung: September 1978                           |
| 1979 | Love Explosion United Artists Records (UA)             | — | — | — | — | — | Erstveröffentlichung: 6. März 1979                             |
| 1984 | Private Dancer Capitol Records (EMI)                   | DE2 ×3Dreifachplatin · (95 Wo.)DE | AT1 ×2Doppelplatin · (57 Wo.)AT | CH3 ×2Doppelplatin · (91 Wo.)CH | UK2 ×3Dreifachplatin · (150 Wo.)UK | US3 ×5Fünffachplatin · (106 Wo.)US | Erstveröffentlichung: 29. Mai 1984 Verkäufe: + 20.000.000      |
| 1986 | Break Every Rule Capitol Records (EMI)                 | DE1 ×2Doppelplatin · (62 Wo.)DE | AT2 ×2Doppelplatin · (51 Wo.)AT | CH1 ×2Doppelplatin · (42 Wo.)CH | UK2 Platin · (49 Wo.)UK | US4 Platin · (52 Wo.)US | Erstveröffentlichung: 5. September 1986 Verkäufe: + 12.000.000 |
| 1989 | Foreign Affair Capitol Records (EMI)                   | DE1 ×2Doppelplatin · (66 Wo.)DE | AT1 ×3Dreifachplatin · (54 Wo.)AT | CH1 ×4Vierfachplatin · (54 Wo.)CH | UK1 ×5Fünffachplatin · (82 Wo.)UK | US31 Gold · (21 Wo.)US | Erstveröffentlichung: 12. September 1989 Verkäufe: + 9.000.000 |
| 1996 | Wildest Dreams Parlophone (EMI)                        | DE2 Platin · (45 Wo.)DE | AT2 Platin · (38 Wo.)AT | CH1 Platin · (30 Wo.)CH | UK4 ×2Doppelplatin · (43 Wo.)UK | US61 (27 Wo.)US | Erstveröffentlichung: 29. März 1996 Verkäufe: + 6.000.000      |
| 1999 | Twenty Four Seven Virgin Records (EMI)                 | DE3 ×3Dreifachgold · (31 Wo.)DE | AT5 Gold · (13 Wo.)AT | CH1 Platin · (22 Wo.)CH | UK9 Platin · (21 Wo.)UK | US21 Gold · (16 Wo.)US | Erstveröffentlichung: 28. Oktober 1999 Verkäufe: + 3.000.000   |

grau schraffiert: keine Chartdaten aus diesem Jahr verfügbar

### Gemeinschaftsalben
| Jahr | Titel Musiklabel                                                       | Höchstplatzierung, Gesamtwochen, AuszeichnungChartplatzierungen (Jahr, Titel, Musiklabel, Platzierungen, Wochen, Auszeichnungen, Anmerkungen) | Höchstplatzierung, Gesamtwochen, AuszeichnungChartplatzierungen (Jahr, Titel, Musiklabel, Platzierungen, Wochen, Auszeichnungen, Anmerkungen) | Höchstplatzierung, Gesamtwochen, AuszeichnungChartplatzierungen (Jahr, Titel, Musiklabel, Platzierungen, Wochen, Auszeichnungen, Anmerkungen) | Höchstplatzierung, Gesamtwochen, AuszeichnungChartplatzierungen (Jahr, Titel, Musiklabel, Platzierungen, Wochen, Auszeichnungen, Anmerkungen) | Höchstplatzierung, Gesamtwochen, AuszeichnungChartplatzierungen (Jahr, Titel, Musiklabel, Platzierungen, Wochen, Auszeichnungen, Anmerkungen) | Anmerkungen |
| Jahr | Titel Musiklabel                                                       | DE | AT | CH | UK | US | Anmerkungen |
| ---- | ---------------------------------------------------------------------- | --- | --- | --- | --- | --- | --- |
| 2009 | Beyond – Buddhist and Christian Prayers Decca Records (UMG)            | DE44 (8 Wo.)DE | AT20 (8 Wo.)AT | CH7 Platin · (28 Wo.)CH | — | — | Erstveröffentlichung: 19. Juni 2009 mit Regula Curti, Dechen Shak-Dagsay & Sawani Shende-Sathaye                       |
| 2011 | Children Beyond – With Children United in Prayer Universal Music (UMG) | DE78 (4 Wo.)DE | — | CH21 (19 Wo.)CH | — | — | Erstveröffentlichung: 7. Oktober 2011 mit Regula Curti, Dechen Shak-Dagsay & Sawani Shende-Sathaye                     |
| 2014 | Love Within – Beyond Panorama (UMG)                                    | DE21 (13 Wo.)DE | AT38 (5 Wo.)AT | CH7 (14 Wo.)CH | — | — | Erstveröffentlichung: 6. Juni 2014 mit Regula Curti, Dechen Shak-Dagsay & Sawani Shende-Sathaye                        |
| 2017 | Awakening Beyond iGroove Music (Edition Beyond)                        | — | — | CH15 (1 Wo.)CH | — | — | Erstveröffentlichung: 10. November 2017 mit Ani Choying, Sawani Shende-Sathaye, Dima Orsho, Mor Karbasi & Regula Curti |

### Livealben
| Jahr | Titel Musiklabel                          | Höchstplatzierung, Gesamtwochen/‑monate, AuszeichnungChartplatzierungen (Jahr, Titel, Musiklabel, Platzierungen, Wochen/Monate, Auszeichnungen, Anmerkungen) | Höchstplatzierung, Gesamtwochen/‑monate, AuszeichnungChartplatzierungen (Jahr, Titel, Musiklabel, Platzierungen, Wochen/Monate, Auszeichnungen, Anmerkungen) | Höchstplatzierung, Gesamtwochen/‑monate, AuszeichnungChartplatzierungen (Jahr, Titel, Musiklabel, Platzierungen, Wochen/Monate, Auszeichnungen, Anmerkungen) | Höchstplatzierung, Gesamtwochen/‑monate, AuszeichnungChartplatzierungen (Jahr, Titel, Musiklabel, Platzierungen, Wochen/Monate, Auszeichnungen, Anmerkungen) | Höchstplatzierung, Gesamtwochen/‑monate, AuszeichnungChartplatzierungen (Jahr, Titel, Musiklabel, Platzierungen, Wochen/Monate, Auszeichnungen, Anmerkungen) | Anmerkungen                                                 |
| Jahr | Titel Musiklabel                          | DE | AT | CH | UK | US | Anmerkungen                                                 |
| ---- | ----------------------------------------- | --- | --- | --- | --- | --- | ----------------------------------------------------------- |
| 1988 | Tina Live in Europe Capitol Records (EMI) | DE4 Gold · (19 Wo.)DE | AT4 Platin · (4½ Mt.)AT | CH3 (12 Wo.)CH | UK8 Gold · (13 Wo.)UK | US86 (9 Wo.)US | Erstveröffentlichung: 21. März 1988 Verkäufe: + 6.000.000   |
| 2009 | Tina Live Parlophone (EMI)                | DE18 (6 Wo.)DE | AT8 (9 Wo.)AT | CH45 (… Wo.)CH | UK43 (1 Wo.)UK | US169 (1 Wo.)US | Erstveröffentlichung: 28. September 2009 Verkäufe: + 10.000 |

### Kompilationen
| Jahr | Titel Musiklabel                                                             | Höchstplatzierung, Gesamtwochen, AuszeichnungChartplatzierungen (Jahr, Titel, Musiklabel, Platzierungen, Wochen, Auszeichnungen, Anmerkungen) | Höchstplatzierung, Gesamtwochen, AuszeichnungChartplatzierungen (Jahr, Titel, Musiklabel, Platzierungen, Wochen, Auszeichnungen, Anmerkungen) | Höchstplatzierung, Gesamtwochen, AuszeichnungChartplatzierungen (Jahr, Titel, Musiklabel, Platzierungen, Wochen, Auszeichnungen, Anmerkungen) | Höchstplatzierung, Gesamtwochen, AuszeichnungChartplatzierungen (Jahr, Titel, Musiklabel, Platzierungen, Wochen, Auszeichnungen, Anmerkungen) | Höchstplatzierung, Gesamtwochen, AuszeichnungChartplatzierungen (Jahr, Titel, Musiklabel, Platzierungen, Wochen, Auszeichnungen, Anmerkungen) | Anmerkungen                                                                                            |
| Jahr | Titel Musiklabel                                                             | DE | AT | CH | UK | US | Anmerkungen                                                                                            |
| ---- | ---------------------------------------------------------------------------- | --- | --- | --- | --- | --- | --- |
| 1991 | Simply the Best Capitol Records (EMI)                                        | DE4 ×3Dreifachgold · (52 Wo.)DE | AT8 ×2Doppelplatin · (28 Wo.)AT | CH3 ×2Doppelplatin · (27 Wo.)CH | UK2 ×8Achtfachplatin · (183 Wo.)UK | US113 Platin · (17 Wo.)US | Erstveröffentlichung: 22. Oktober 1991 Verkäufe: + 10.000.000 Wiedereintritt posthum 2023 (außer US)   |
| 2004 | All the Best auch bekannt als: Tina: The Greatest Hits Capitol Records (EMI) | DE5 ×3Dreifachgold · (33 Wo.)DE | AT3 Platin · (28 Wo.)AT | CH3 Platin · (28 Wo.)CH | UK6 Platin · (23 Wo.)UK | US2 Platin · (18 Wo.)US | Erstveröffentlichung: 1. November 2004 Verkäufe: + 5.500.000 Wiedereintritt posthum 2023 (außer AT/CH) |
| 2008 | Tina! auch bekannt als: The Platinum Collection Capitol Records (EMI)        | DE22 (17 Wo.)DE | AT13 (14 Wo.)AT | CH16 (21 Wo.)CH | UK14 Gold · (8 Wo.)UK | US61 (6 Wo.)US | Erstveröffentlichung: 30. September 2008                                                               |
| 2014 | Love Songs Parlophone (WMG)                                                  | DE56 (3 Wo.)DE | — | CH30 (3 Wo.)CH | UK30 (4 Wo.)UK | — | Erstveröffentlichung: 3. Februar 2014                                                                  |

### Remixalben
| Jahr | Titel Musiklabel                          | Anmerkungen                         |
| ---- | ----------------------------------------- | ----------------------------------- |
| 1985 | Private Dance Mixes Capitol Records (EMI) | Erstveröffentlichung: November 1985 |

### Soundtracks
| Jahr | Titel Musiklabel                                    | Höchstplatzierung, Gesamtwochen, AuszeichnungChartplatzierungen (Jahr, Titel, Musiklabel, Platzierungen, Wochen, Auszeichnungen, Anmerkungen) | Höchstplatzierung, Gesamtwochen, AuszeichnungChartplatzierungen (Jahr, Titel, Musiklabel, Platzierungen, Wochen, Auszeichnungen, Anmerkungen) | Höchstplatzierung, Gesamtwochen, AuszeichnungChartplatzierungen (Jahr, Titel, Musiklabel, Platzierungen, Wochen, Auszeichnungen, Anmerkungen) | Höchstplatzierung, Gesamtwochen, AuszeichnungChartplatzierungen (Jahr, Titel, Musiklabel, Platzierungen, Wochen, Auszeichnungen, Anmerkungen) | Höchstplatzierung, Gesamtwochen, AuszeichnungChartplatzierungen (Jahr, Titel, Musiklabel, Platzierungen, Wochen, Auszeichnungen, Anmerkungen) | Anmerkungen                                                                                          |
| Jahr | Titel Musiklabel                                    | DE | AT | CH | UK | US | Anmerkungen                                                                                          |
| ---- | --------------------------------------------------- | --- | --- | --- | --- | --- | --- |
| 1985 | Mad Max: Beyond Thunderdome Capitol Records (EMI)   | DE7 (18 Wo.)DE | AT17 (10 Wo.)AT | CH5 (12 Wo.)CH | — | US39 (13 Wo.)US | Erstveröffentlichung: August 1985 Verkäufe: + 50.000; Royal Philharmonic Orchestra feat. Tina Turner |
| 1993 | What’s Love Got to Do with It Capitol Records (EMI) | DE8 Gold · (24 Wo.)DE | AT6 Gold · (19 Wo.)AT | CH5 Platin · (26 Wo.)CH | UK1 Platin · (33 Wo.)UK | US17 Platin · (30 Wo.)US | Erstveröffentlichung: 15. Juni 1993 Verkäufe: + 13.000.000                                           |

## Singles

### Als Leadmusikerin
| Jahr | Titel Album                                                                      | Höchstplatzierung, Gesamtwochen/‑monate, AuszeichnungChartplatzierungen (Jahr, Titel, Album, Platzierungen, Wochen/Monate, Auszeichnungen, Anmerkungen) | Höchstplatzierung, Gesamtwochen/‑monate, AuszeichnungChartplatzierungen (Jahr, Titel, Album, Platzierungen, Wochen/Monate, Auszeichnungen, Anmerkungen) | Höchstplatzierung, Gesamtwochen/‑monate, AuszeichnungChartplatzierungen (Jahr, Titel, Album, Platzierungen, Wochen/Monate, Auszeichnungen, Anmerkungen) | Höchstplatzierung, Gesamtwochen/‑monate, AuszeichnungChartplatzierungen (Jahr, Titel, Album, Platzierungen, Wochen/Monate, Auszeichnungen, Anmerkungen) | Höchstplatzierung, Gesamtwochen/‑monate, AuszeichnungChartplatzierungen (Jahr, Titel, Album, Platzierungen, Wochen/Monate, Auszeichnungen, Anmerkungen) | Anmerkungen                                                                                |
| Jahr | Titel Album                                                                      | DE | AT | CH | UK | US | Anmerkungen                                                                                |
| ---- | -------------------------------------------------------------------------------- | --- | --- | --- | --- | --- | ------------------------------------------------------------------------------------------ |
| 1975 | Whole Lotta Love Acid Queen                                                      | — | — | — | — | — | Erstveröffentlichung: 7. Oktober 1975                                                      |
| 1975 | Under My Thumb Acid Queen                                                        | — | — | — | — | — | Erstveröffentlichung: 1975                                                                 |
| 1976 | Acid Queen                                                                       | — | — | — | — | — | Erstveröffentlichung: 16. Januar 1976                                                      |
| 1978 | Viva La Money Rough                                                              | — | — | — | — | — | Erstveröffentlichung: 1978                                                                 |
| 1978 | Fruits of the Night Rough                                                        | — | — | — | — | — | Erstveröffentlichung: 1978                                                                 |
| 1978 | Sometimes When We Touch Rough                                                    | — | — | — | — | — | Erstveröffentlichung: 1978                                                                 |
| 1979 | Root Toot Undisputable Rock ’n’ Roller Rough                                     | — | — | — | — | — | Erstveröffentlichung: 1979                                                                 |
| 1979 | Music Keeps Me Dancin’ Love Explosion                                            | — | — | — | — | — | Erstveröffentlichung: 1979                                                                 |
| 1983 | Let’s Stay Together Private Dancer                                               | DE18 (15 Wo.)DE | — | CH28 (1 Wo.)CH | UK6 Silber · (13 Wo.)UK | US26 (15 Wo.)US | Erstveröffentlichung: 7. November 1983 Verkäufe: + 200.000; Backing Vocals: Heaven 17      |
| 1984 | Help! Private Dancer                                                             | — | — | — | UK40 (6 Wo.)UK | — | Erstveröffentlichung: 25. Februar 1984                                                     |
| 1984 | What’s Love Got to Do with It Private Dancer                                     | DE7 (23 Wo.)DE | AT4 (3 Mt.)AT | CH8 (18 Wo.)CH | UK3 Platin · (18 Wo.)UK | US1 Gold · (28 Wo.)US | Erstveröffentlichung: 1. Mai 1984 Verkäufe: + 1.865.000                                    |
| 1984 | Better Be Good to Me Private Dancer                                              | DE52 (5 Wo.)DE | — | — | UK45 (5 Wo.)UK | US5 (21 Wo.)US | Erstveröffentlichung: 3. September 1984                                                    |
| 1984 | Private Dancer                                                                   | DE20 (14 Wo.)DE | — | — | UK26 Silber · (9 Wo.)UK | US7 (18 Wo.)US | Erstveröffentlichung: 28. Oktober 1984 Verkäufe: + 200.000                                 |
| 1985 | I Can’t Stand the Rain Private Dancer                                            | DE9 (14 Wo.)DE | AT6 (3 Mt.)AT | CH15 (10 Wo.)CH | UK57 (3 Wo.)UK | — | Erstveröffentlichung: 1. März 1985                                                         |
| 1985 | Show Some Respect Private Dancer                                                 | — | — | — | — | US37 (10 Wo.)US | Erstveröffentlichung: 4. Mai 1985                                                          |
| 1985 | We Don’t Need Another Hero Mad Max: Beyond Thunderdome                           | DE1 Gold · (21 Wo.)DE | AT2 (4 Mt.)AT | CH1 (18 Wo.)CH | UK3 Silber · (13 Wo.)UK | US2 (18 Wo.)US | Erstveröffentlichung: 8. Juli 1985 Verkäufe: + 565.000                                     |
| 1985 | One of the Living Mad Max: Beyond Thunderdome                                    | DE6 (15 Wo.)DE | AT12 (2½ Mt.)AT | CH9 (9 Wo.)CH | UK55 (3 Wo.)UK | US15 (18 Wo.)US | Erstveröffentlichung: 1. September 1985                                                    |
| 1986 | Typical Male Break Every Rule                                                    | DE3 (17 Wo.)DE | AT6 (3½ Mt.)AT | CH2 (14 Wo.)CH | UK33 (6 Wo.)UK | US2 (16 Wo.)US | Erstveröffentlichung: 11. August 1986                                                      |
| 1986 | Two People Break Every Rule                                                      | DE10 (14 Wo.)DE | AT19 (2½ Mt.)AT | CH10 (7 Wo.)CH | UK43 (4 Wo.)UK | US30 (12 Wo.)US | Erstveröffentlichung: 27. Oktober 1986                                                     |
| 1987 | Girls Break Every Rule                                                           | — | — | — | — | — | Erstveröffentlichung: 2. Februar 1987                                                      |
| 1987 | What You Get Is What You See Break Every Rule                                    | DE17 (14 Wo.)DE | AT23 (1 Mt.)AT | — | UK30 (7 Wo.)UK | US13 (14 Wo.)US | Erstveröffentlichung: 23. März 1987                                                        |
| 1987 | Break Every Rule                                                                 | DE38 (7 Wo.)DE | AT21 (½ Mt.)AT | — | UK43 (4 Wo.)UK | US74 (5 Wo.)US | Erstveröffentlichung: 22. April 1987                                                       |
| 1987 | Paradise Is Here Break Every Rule                                                | DE31 (6 Wo.)DE | AT25 (1 Mt.)AT | — | UK78 (3 Wo.)UK | — | Erstveröffentlichung: September 1987                                                       |
| 1988 | Addicted to Love (Live) Tina Live In Europe                                      | — | — | — | UK71 (2 Wo.)UK | — | Erstveröffentlichung: 1988                                                                 |
| 1988 | Nutbush City Limits (Live) Tina Live In Europe                                   | DE45 (6 Wo.)DE | — | — | — | — | Erstveröffentlichung: 16. März 1988                                                        |
| 1988 | Tonight (Live) Tina Live In Europe                                               | DE39 (7 Wo.)DE | — | CH17 (5 Wo.)CH | — | — | Erstveröffentlichung: 28. November 1988 feat. David Bowie                                  |
| 1989 | The Best auch bekannt als: Simply the Best Foreign Affair                        | DE4 (25 Wo.)DE | AT2 (19 Wo.)AT | CH3 (24 Wo.)CH | UK5 ×2Doppelplatin · (18 Wo.)UK | US15 (14 Wo.)US | Erstveröffentlichung: 21. August 1989 Verkäufe: + 1.535.000; Original: Bonnie Tyler (1988) |
| 1989 | I Don’t Wanna Lose You Foreign Affair                                            | DE38 (19 Wo.)DE | AT20 (11 Wo.)AT | CH30 (1 Wo.)CH | UK8 (11 Wo.)UK | — | Erstveröffentlichung: 18. November 1989                                                    |
| 1989 | Steamy Windows Foreign Affair                                                    | DE29 (15 Wo.)DE | AT18 (7 Wo.)AT | CH14 (7 Wo.)CH | UK13 (6 Wo.)UK | US39 (11 Wo.)US | Erstveröffentlichung: 20. November 1989                                                    |
| 1989 | 634-5789 (Live) Tina Live in Europe                                              | — | — | — | — | — | Erstveröffentlichung: 1989 mit Robert Cray                                                 |
| 1990 | Foreign Affair                                                                   | DE35 (15 Wo.)DE | — | — | — | — | Erstveröffentlichung: 5. Mai 1990                                                          |
| 1990 | Look Me in the Heart Foreign Affair                                              | — | — | — | UK31 (6 Wo.)UK | — | Erstveröffentlichung: 11. August 1990                                                      |
| 1990 | Be Tender with Me Baby Foreign Affair                                            | — | — | — | UK28 (4 Wo.)UK | — | Erstveröffentlichung: 13. Oktober 1990                                                     |
| 1991 | Nutbush City Limits (90s Version) Simply the Best                                | DE25 (12 Wo.)DE | AT25 (5 Wo.)AT | CH12 (7 Wo.)CH | UK23 (5 Wo.)UK | — | Erstveröffentlichung: 14. Oktober 1991                                                     |
| 1991 | Way of the World Simply the Best                                                 | DE33 (17 Wo.)DE | AT12 (12 Wo.)AT | CH29 (4 Wo.)CH | UK13 (7 Wo.)UK | — | Erstveröffentlichung: November 1991                                                        |
| 1992 | Love Thing Simply the Best                                                       | DE67 (6 Wo.)DE | — | — | UK29 (4 Wo.)UK | — | Erstveröffentlichung: Februar 1992                                                         |
| 1992 | I Want You Near Me Simply the Best                                               | DE53 (12 Wo.)DE | — | — | UK22 (4 Wo.)UK | — | Erstveröffentlichung: Mai 1992                                                             |
| 1992 | (Simply) The Best –                                                              | — | — | — | — | — | Erstveröffentlichung: 10. Mai 1992 mit Jimmy Barnes                                        |
| 1993 | I Don’t Wanna Fight What’s Love Got to Do with It                                | DE35 (13 Wo.)DE | AT29 (4 Wo.)AT | CH11 (21 Wo.)CH | UK7 (9 Wo.)UK | US9 (24 Wo.)US | Erstveröffentlichung: 23. April 1993                                                       |
| 1993 | Disco Inferno What’s Love Got to Do with It                                      | — | — | — | UK12 (6 Wo.)UK | — | Erstveröffentlichung: 12. Juli 1993                                                        |
| 1993 | Why Must We Wait Until Tonight What’s Love Got to Do with It                     | DE55 (10 Wo.)DE | — | — | UK16 (4 Wo.)UK | US97 (2 Wo.)US | Erstveröffentlichung: 16. September 1993                                                   |
| 1993 | Proud Mary (re-worked version) What’s Love Got to Do with It                     | — | — | — | UK44 Platin · (2 Wo.)UK | — | Erstveröffentlichung: 19. November 1993                                                    |
| 1995 | GoldenEye Wildest Dreams                                                         | DE8 Gold · (20 Wo.)DE | AT5 (14 Wo.)AT | CH3 Gold · (21 Wo.)CH | UK10 (9 Wo.)UK | — | Erstveröffentlichung: 6. November 1995 Verkäufe: + 400.000                                 |
| 1996 | Whatever You Want Wildest Dreams                                                 | DE53 (13 Wo.)DE | AT27 (8 Wo.)AT | CH18 (15 Wo.)CH | UK23 (8 Wo.)UK | — | Erstveröffentlichung: 23. März 1996                                                        |
| 1996 | On Silent Wings Wildest Dreams                                                   | DE55 (13 Wo.)DE | AT30 (8 Wo.)AT | — | UK13 (7 Wo.)UK | — | Erstveröffentlichung: 8. Juni 1996                                                         |
| 1996 | Missing You Wildest Dreams                                                       | DE66 (9 Wo.)DE | — | — | UK12 (7 Wo.)UK | US84 (9 Wo.)US | Erstveröffentlichung: 25. Juli 1996                                                        |
| 1996 | Something Beautiful Remains Wildest Dreams                                       | — | — | — | UK27 (3 Wo.)UK | — | Erstveröffentlichung: 19. Oktober 1996                                                     |
| 1996 | In Your Wildest Dreams Wildest Dreams                                            | DE32 (13 Wo.)DE | AT2 (13 Wo.)AT | — | UK32 (3 Wo.)UK | — | Erstveröffentlichung: 21. Dezember 1996 feat. Barry White                                  |
| 1999 | When the Heartache Is Over Twenty Four Seven                                     | DE23 (11 Wo.)DE | AT22 (7 Wo.)AT | CH17 (18 Wo.)CH | UK19 (6 Wo.)UK | — | Erstveröffentlichung: 6. September 1999                                                    |
| 2000 | Whatever You Need Twenty Four Seven                                              | DE82 (9 Wo.)DE | — | — | UK27 (5 Wo.)UK | — | Erstveröffentlichung: 5. Februar 2000                                                      |
| 2000 | Don’t Leave Me This Way Twenty Four Seven                                        | DE78 (9 Wo.)DE | — | — | — | — | Erstveröffentlichung: 14. Februar 2000                                                     |
| 2004 | Open Arms All the Best                                                           | DE33 (9 Wo.)DE | AT31 (11 Wo.)AT | CH32 (7 Wo.)CH | UK25 (5 Wo.)UK | — | Erstveröffentlichung: Oktober 2004                                                         |
| 2006 | Teach Me Again All the Invisible Children (Soundtrack)                           | DE43 (6 Wo.)DE | AT65 (3 Wo.)AT | CH41 (4 Wo.)CH | — | — | Erstveröffentlichung: Februar 2006 mit Elisa                                               |
| 2020 | What’s Love Got to Do with It –                                                  | DE26 Gold · (18 Wo.)DE | AT23 Platin · (13 Wo.)AT | CH6 Gold · (18 Wo.)CH | UK31 Silber · (12 Wo.)UK | — | Erstveröffentlichung: 17. Juli 2020 Verkäufe: + 590.000; mit Kygo                          |
| 2025 | Hot For You Baby (Pet Shop Boys Remix) Private Dancer (40th Anniversary Edition) | — | — | — | — | — | Erstveröffentlichung: 25. April 2025                                                       |

### Als Gastmusikerin
| Jahr | Titel Album                                               | Höchstplatzierung, Gesamtwochen/‑monate, AuszeichnungChartplatzierungen (Jahr, Titel, Album, Platzierungen, Wochen/Monate, Auszeichnungen, Anmerkungen) | Höchstplatzierung, Gesamtwochen/‑monate, AuszeichnungChartplatzierungen (Jahr, Titel, Album, Platzierungen, Wochen/Monate, Auszeichnungen, Anmerkungen) | Höchstplatzierung, Gesamtwochen/‑monate, AuszeichnungChartplatzierungen (Jahr, Titel, Album, Platzierungen, Wochen/Monate, Auszeichnungen, Anmerkungen) | Höchstplatzierung, Gesamtwochen/‑monate, AuszeichnungChartplatzierungen (Jahr, Titel, Album, Platzierungen, Wochen/Monate, Auszeichnungen, Anmerkungen) | Höchstplatzierung, Gesamtwochen/‑monate, AuszeichnungChartplatzierungen (Jahr, Titel, Album, Platzierungen, Wochen/Monate, Auszeichnungen, Anmerkungen) | Anmerkungen                                                                                |
| Jahr | Titel Album                                               | DE | AT | CH | UK | US | Anmerkungen                                                                                |
| ---- | --------------------------------------------------------- | --- | --- | --- | --- | --- | ------------------------------------------------------------------------------------------ |
| 1982 | Ball of Confusion Music Of Quality & Distinction Volume 1 | — | — | — | — | — | Erstveröffentlichung: April 1982 B.E.F. feat. Tina Turner                                  |
| 1985 | It’s Only Love Reckless                                   | DE44 (8 Wo.)DE | AT30 (½ Mt.)AT | CH16 (8 Wo.)CH | UK29 (8 Wo.)UK | US15 (14 Wo.)US | Erstveröffentlichung: 21. Oktober 1985 Bryan Adams feat. Tina Turner                       |
| 1987 | Tearing Us Apart August                                   | — | — | — | UK56 (3 Wo.)UK | — | Erstveröffentlichung: 8. Juni 1987 Eric Clapton feat. Tina Turner                          |
| 1990 | It Takes Two Vagabond Heart / Simply the Best             | DE22 (14 Wo.)DE | AT15 (10 Wo.)AT | CH10 (8 Wo.)CH | UK5 (8 Wo.)UK | — | Erstveröffentlichung: November 1990 Rod Stewart feat. Tina Turner                          |
| 1997 | Cose della vita (Can’t Stop Thinking of You) Eros         | DE4 (28 Wo.)DE | AT10 (17 Wo.)AT | CH7 (28 Wo.)CH | — | — | Erstveröffentlichung: Dezember 1997 Verkäufe: + 135.000; Eros Ramazzotti feat. Tina Turner |

## Videoalben
| Jahr | Titel                                                         | Höchstplatzierung, Gesamtwochen, AuszeichnungChartplatzierungen (Jahr, Titel, Platzierungen, Wochen, Auszeichnungen, Anmerkungen) | Höchstplatzierung, Gesamtwochen, AuszeichnungChartplatzierungen (Jahr, Titel, Platzierungen, Wochen, Auszeichnungen, Anmerkungen) | Höchstplatzierung, Gesamtwochen, AuszeichnungChartplatzierungen (Jahr, Titel, Platzierungen, Wochen, Auszeichnungen, Anmerkungen) | Höchstplatzierung, Gesamtwochen, AuszeichnungChartplatzierungen (Jahr, Titel, Platzierungen, Wochen, Auszeichnungen, Anmerkungen) | Höchstplatzierung, Gesamtwochen, AuszeichnungChartplatzierungen (Jahr, Titel, Platzierungen, Wochen, Auszeichnungen, Anmerkungen) | Anmerkungen                                       |
| Jahr | Titel                                                         | DE | AT | CH | UK | US | Anmerkungen                                       |
| ---- | ------------------------------------------------------------- | --- | --- | --- | --- | --- | ------------------------------------------------- |
| 1978 | Wild Lady of Rock                                             | — | — | — | UK30 (7 Wo.)UK | — | Erstveröffentlichung: 1978 Charteinstieg UK: 1994 |
| 1982 | Nice ’n’ Rough                                                | — | — | — | UK47 (1 Wo.)UK | — | Erstveröffentlichung: 1982 Charteinstieg UK: 1997 |
| 1984 | Private Dancer – The Videos                                   | — | — | — | — | US— PlatinUS | Erstveröffentlichung: 1984                        |
| 1985 | Private Dancer Tour                                           | — | — | — | UK16 Platin · (9 Wo.)UK | — | Erstveröffentlichung: 1985 Charteinstieg UK: 1994 |
| 1987 | What You See Is What You Get                                  | — | — | — | — | — | Erstveröffentlichung: 1987                        |
| 1987 | Break Every Rule: The Videos                                  | — | — | — | — | — | Erstveröffentlichung: 1987                        |
| 1988 | Live in Rio ’88                                               | — | — | — | — | — | Erstveröffentlichung: 1988                        |
| 1990 | Foreign Affair – The Videos                                   | — | — | — | — | — | Erstveröffentlichung: 1990                        |
| 1990 | Do You Want Some Action? – Foreign Affair live Barcelona 1990 | — | — | — | — | — | Erstveröffentlichung: 1990                        |
| 1991 | Simply the Best: The Video Collection                         | — | — | — | UK19 Gold · (19 Wo.)UK | — | Erstveröffentlichung: 1991                        |
| 1992 | The Girl from Nutbush                                         | — | — | — | — | — | Erstveröffentlichung: 1992                        |
| 1994 | What’s Love…? Live                                            | — | — | — | UK4 (22 Wo.)UK | — | Erstveröffentlichung: 19. September 1994          |
| 1996 | Live in Amsterdam – Wildest Dreams Tour                       | — | — | — | UK9 Gold · (48 Wo.)UK | — | Erstveröffentlichung: 1996                        |
| 2000 | Celebrate! – 60th Birthday Special                            | — | — | — | UK11 Gold · (69 Wo.)UK | — | Erstveröffentlichung: 21. November 2000           |
| 2000 | One Last Time Live in Concert                                 | — | — | — | UK13 Platin · (1 Wo.)UK | — | Erstveröffentlichung: 2000                        |
| 2005 | All the Best – The Live Collection                            | — | — | — | UK1 Gold · (38 Wo.)UK | — | Erstveröffentlichung: 15. März 2005               |
| 2009 | Tina Live                                                     | — | — | — | — | — | Erstveröffentlichung: 6. Oktober 2009             |

grau schraffiert: keine Chartdaten aus diesem Jahr verfügbar

## Boxsets
| Jahr | Titel Musiklabel                                                     | Höchstplatzierung, Gesamtwochen, AuszeichnungChartplatzierungen (Jahr, Titel, Musiklabel, Platzierungen, Wochen, Auszeichnungen, Anmerkungen) | Höchstplatzierung, Gesamtwochen, AuszeichnungChartplatzierungen (Jahr, Titel, Musiklabel, Platzierungen, Wochen, Auszeichnungen, Anmerkungen) | Höchstplatzierung, Gesamtwochen, AuszeichnungChartplatzierungen (Jahr, Titel, Musiklabel, Platzierungen, Wochen, Auszeichnungen, Anmerkungen) | Höchstplatzierung, Gesamtwochen, AuszeichnungChartplatzierungen (Jahr, Titel, Musiklabel, Platzierungen, Wochen, Auszeichnungen, Anmerkungen) | Höchstplatzierung, Gesamtwochen, AuszeichnungChartplatzierungen (Jahr, Titel, Musiklabel, Platzierungen, Wochen, Auszeichnungen, Anmerkungen) | Anmerkungen                                                 |
| Jahr | Titel Musiklabel                                                     | DE | AT | CH | UK | US | Anmerkungen                                                 |
| ---- | -------------------------------------------------------------------- | --- | --- | --- | --- | --- | ----------------------------------------------------------- |
| 1994 | The Collected Recordings – Sixties to Nineties Capitol Records (EMI) | — | — | — | — | — | Erstveröffentlichung: 1994                                  |
| 2023 | Queen of Rock ’n’ Roll Parlophone (WMG)                              | DE15 (3 Wo.)DE | AT14 (2 Wo.)AT | CH7 (4 Wo.)CH | UK16 Gold · (6 Wo.)UK | — | Erstveröffentlichung: 24. November 2023 Verkäufe: + 100.000 |

## Promoveröffentlichungen
Promo-Singles
- 1979: Backstabbers
- 1986: Back Where You Started
- 1987: Afterglow
- 2005: Complicated Disaster
- 2008: I’m Ready

## Statistik

### Chartauswertung
|                     | DE     | AT     | CH     | UK     | US     |
| ------------------- | ------ | ------ | ------ | ------ | ------ |
| Nummer-eins-Alben   | DE2DE  | AT2AT  | CH4CH  | UK2UK  | US—US  |
| Top-10-Alben        | DE10DE | AT10AT | CH13CH | UK9UK  | US3US  |
| Alben in den Charts | DE17DE | AT15AT | CH18CH | UK14UK | US11US |

|                       | DE     | AT     | CH     | UK     | US     |
| --------------------- | ------ | ------ | ------ | ------ | ------ |
| Nummer-eins-Singles   | DE1DE  | AT—AT  | CH1CH  | UK—UK  | US1US  |
| Top-10-Singles        | DE9DE  | AT8AT  | CH10CH | UK10UK | US6US  |
| Singles in den Charts | DE38DE | AT26AT | CH23CH | UK40UK | US17US |

|                          | DE    | AT    | CH    | UK    | US    |
| ------------------------ | ----- | ----- | ----- | ----- | ----- |
| Nummer-eins-Videoalben   | DE—DE | AT—AT | CH—CH | UK1UK | US—US |
| Top-10-Videoalben        | DE—DE | AT—AT | CH—CH | UK3UK | US—US |
| Videoalben in den Charts | DE—DE | AT—AT | CH—CH | UK9UK | US—US |

### Auszeichnungen für Musikverkäufe
| Land/RegionAuszeichnungen für Musikverkäufe (Land/Region, Auszeichnungen, Verkäufe, Quellen) | Silber     | Gold       | Platin         | Verkäufe     | Quellen                                                     |
| -------------------------------------------------------------------------------------------- | ---------- | ---------- | -------------- | ------------ | ----------------------------------------------------------- |
| Argentinien (CAPIF)                                                                          | —          | —          | 2× Platin2     | 68.000       | capif.org.ar (Memento vom 31. Mai 2011 im Internet Archive) |
| Australien (ARIA)                                                                            | —          | Gold1      | 9× Platin9     | 630.000      | aria.com.au                                                 |
| Belgien (BRMA)                                                                               | —          | 3× Gold3   | 4× Platin4     | 265.000      | ultratop.be                                                 |
| Brasilien (PMB)                                                                              | —          | 4× Gold4   | —              | 400.000      | pro-musicabr.org.br                                         |
| Dänemark (IFPI)                                                                              | —          | 3× Gold3   | 5× Platin5     | 560.000      | ifpi.dk                                                     |
| Deutschland (BVMI)                                                                           | —          | 10× Gold10 | 11× Platin11   | 6.950.000    | musikindustrie.de                                           |
| Europa (IFPI)                                                                                | —          | —          | 6× Platin6     | (10.000.000) | ifpi.org (Memento vom 1. Januar 2014 im Internet Archive)   |
| Finnland (IFPI)                                                                              | —          | 3× Gold3   | 2× Platin2     | 265.119      | ifpi.fi                                                     |
| Frankreich (SNEP)                                                                            | 2× Silber2 | 11× Gold11 | —              | 1.260.000    | infodisc.fr snepmusique.com                                 |
| Irland (IRMA)                                                                                | —          | —          | 2× Platin2     | 35.000       | irishcharts.ie                                              |
| Italien (FIMI)                                                                               | —          | 3× Gold3   | 2× Platin2     | 625.000      | fimi.it                                                     |
| Kanada (MC)                                                                                  | —          | 8× Gold8   | 13× Platin13   | 1.700.000    | musiccanada.com                                             |
| Neuseeland (RMNZ)                                                                            | —          | 5× Gold5   | 19× Platin19   | 445.000      | aotearoamusiccharts.co.nz NZ2 NZ3                           |
| Niederlande (NVPI)                                                                           | —          | 3× Gold3   | 7× Platin7     | 965.000      | nvpi.nl                                                     |
| Norwegen (IFPI)                                                                              | —          | 4× Gold4   | 3× Platin3     | 230.000      | ifpi.no (Memento vom 5. November 2012 im Internet Archive)  |
| Österreich (IFPI)                                                                            | —          | 2× Gold2   | 13× Platin13   | 660.000      | ifpi.at                                                     |
| Polen (ZPAV)                                                                                 | —          | 4× Gold4   | Platin1        | 150.000      | olis.pl                                                     |
| Portugal (AFP)                                                                               | Silber1    | 3× Gold3   | Platin1        | 105.000      | Einzelnachweise                                             |
| Schweden (IFPI)                                                                              | —          | —          | 6× Platin6     | 560.000      | sverigetopplistan.se                                        |
| Schweiz (IFPI)                                                                               | —          | 2× Gold2   | 15× Platin15   | 730.000      | hitparade.ch                                                |
| Singapur (RIAS)                                                                              | —          | —          | 6× Platin6     | 90.000       | Einzelnachweise                                             |
| Spanien (Promusicae)                                                                         | —          | 6× Gold6   | 7× Platin7     | 940.000      | elportaldemusica.es ES2 ES3                                 |
| Ungarn (MAHASZ)                                                                              | —          | Gold1      | —              | 10.000       | slagerlistak.hu                                             |
| Vereinigte Staaten (RIAA)                                                                    | —          | 5× Gold5   | 12× Platin12   | 12.665.000   | riaa.com                                                    |
| Vereinigtes Königreich (BPI)                                                                 | 4× Silber4 | 8× Gold8   | 27× Platin27   | 10.375.000   | bpi.co.uk                                                   |
| Insgesamt                                                                                    | 7× Silber7 | 89× Gold89 | 173× Platin173 |              |                                                             |